# Гемоглобин F
Гемоглоби́н F (HbF) — фетальный, плодный тип гемоглобина человека.
Впервые описан в России в 1866 году Эрнстом Фридрихом Эдуардом Кёрбером — младшим братом профессора Дерптского университета Бернгарда Августовича Кёрбера, которому нередко приписывается это открытие, в диссертации на звание доктора медицины «Ueber Differenzen des Blutfarbstoffes» («О различиях в пигменте крови»).

## Строение
Гемоглобин F — это белок-гетеротетрамер из двух α-цепей и двух γ-цепей глобина, или гемоглобин α2γ2. Этот вариант гемоглобина есть и в крови взрослого человека, но в норме он составляет менее 1 % от общего количества гемоглобина крови взрослого и определяется в 1—7 % от общего числа эритроцитов крови. Однако у плода эта форма гемоглобина является доминирующей, основной.
Гемоглобин F обладает повышенным сродством к кислороду и позволяет сравнительно малому объёму крови плода выполнять кислородоснабжающие функции более эффективно. Однако гемоглобин F обладает меньшей стойкостью к разрушению и меньшей стабильностью в физиологически широком интервале pH и температур. В течение последнего триместра беременности и вскоре после рождения ребёнка гемоглобин F постепенно — в течение первых нескольких недель или месяцев жизни, параллельно увеличению объёма крови — замещается «взрослым» гемоглобином А (HbA), менее активным транспортёром кислорода, но более стойким к разрушению и более стабильным при различных значениях pH крови и температуры тела. Такое замещение происходит вследствие постепенного снижения продукции γ-цепей глобина и постепенного увеличения синтеза β-цепей созревающими эритроцитами.
Повышенное сродство к кислороду HbF определяется его первичной структурой: в γ-цепях вместо гистидина-143 (β-143 гистидин у HbA) находится серин-143, вносящий дополнительный отрицательный заряд. В связи с этим молекула HbF менее положительно заряжена и основной конкурент за связь гемоглобина с кислородом − 2,3-ДФГ (2,3-бисфосфоглицерат) — в меньшей степени связывается с гемоглобином, в этих условиях кислород получает приоритет и связывается с гемоглобином в большей степени.

## Синтез в организме человека
Начинает вырабатываться с 6—7-й недели развития плода (с начала формирования плаценты), начиная с 10—12-й недели становится основным вариантом, замещая эмбриональный гемоглобин. Его первичная структура отличается от первичной структуры гемоглобина А в тридцати девяти позициях (последовательность β-цепей по сравнению с таковой у γ-цепей). Эти отличия лежат в основе отличий физико-химических свойств гемоглобина А от гемоглобина F. Фетальный гемоглобин является устойчивым к денатурирующему воздействию щёлочи. Это отличительное свойство легло в основу метода количественного определения фетального гемоглобина. Кроме того, фетальный гемоглобин в большей степени способен превращаться в метгемоглобин, имеет специфический спектр поглощения в ультрафиолетовой части спектра. К моменту рождения на долю фетального гемоглобина приходится 80-85 % от общего количества. Синтез фетального гемоглобина в течение первого года жизни замедляется, заменяясь гемоглобином взрослого типа. К трём годам его количество соответствует содержанию HbF у взрослого человека и составляет 1-1,5 %.

## Диагностика
Определение фетального гемоглобина имеет большое диагностическое значение для ряда заболеваний и состояний. Так, по уровню фетального гемоглобина можно судить о «степени созревания» недоношенного ребёнка.
Определение уровня фетального гемоглобина важно для проведения лечебных мероприятий при гемолитической анемии новорождённых, касающихся заменных переливаний крови. Заменные переливания крови проводятся донорской кровью, в которой практически отсутствует фетальный гемоглобин. В связи с этим о полноте заменных переливаний можно судить по уровню фетального гемоглобина у новорождённого ребёнка.
С помощью определения фетального гемоглобина диагностируется анемия в случае фето-материнской и фето-фетальной гемотрансфузий. Если ребёнок рождается с анемией, то при определении HbF у матери он будет повышен. Следовательно, имеет место фето-материнская гемотранфузия, при которой эритроциты плода через плаценту проникают в организм матери. При рождении близнецов возможно обнаружение анемии у одного из новорождённых. В этом случае определение уровня фетального гемоглобина может подтвердить фето-фетальную гемотрансфузию, при которой у одного из близнецов уровень HbF повышен, а у другого он снижен.
Также определение фетального гемоглобина важно для диагностики лейкозов. Повышение фетального гемоглобина является показателем возврата к эмбриональному типу кроветворения, то есть свидетельствует о появлении молодых, незрелых клеток крови. На ранних стадиях заболевания это может быть одним из важных показателей. Уровень фетального гемоглобина может свидетельствовать также и о полноте ремиссии после проведённых курсов лечения, а также о новом обострении.
Содержание фетального гемоглобина повышается при гипоксии тканей и гипоксемии. Это происходит в результате компенсаторного повышения синтеза гемоглобина, обладающего повышенным сродством к кислороду. Гипоксия и гипоксемия являются следствием недостаточного снабжения тканей кислородом, что может быть при анемиях, заболеваниях легких.